# Mario Kaneda
Mario Kaneda (まりお金田) est une mangaka né en 1976 principalement connue pour son œuvre Girls Bravo (GIRLS・ブラボー).
Elle a un manga en cours de publication Hamidoru! ( はみどる!)